# 法櫃奇兵 (遊戲)
法櫃奇兵（英語：Raiders of the Lost Ark）是雅達利2600平台的一款动作冒险游戏，改编自系列第一部电影《法櫃奇兵》。游戏由霍华德·斯科特·华沙设计。

## 玩法
玩家控制印第安纳·琼斯寻找丢失的約櫃。游戏要求玩家使用两个不同的控制器：控制器2移动琼斯，其按钮使用物品；控制器1选择要使用的物品，其按钮丢弃该物品。
游戏背景设定于1936年的开罗市，在游戏中由入口的房间和一个市场表示。在入口处，玩家可以用手榴弹在墙上炸出一个洞，进入古人的神庙。寺庙内有两条路等待着玩家，其中都有各种危险，之后玩家将最终找到藏宝室。在藏宝室中可以捡到黄金和文物，这对玩家在游戏中的后期帮助很大。
玩家必须穿过一个平頂山，在平頂山的另一边是地图室，那里就是丢失的約櫃所在的位置。地图室的南边有一个贼窝和一个黑市。黑市里有各种角色，如两个谢赫、一只舌蠅和一个疯子，以及赢得游戏所需的物品，尤其是一把铲子。
从各个房间获得所有需要的物品后，玩家回到平頂山，使用降落伞跳下。玩家通过树枝末端的一个小洞进入平頂山内部，在躲避更多的盗贼后，挖出約櫃。

## 开发
游戏于1981年底开始开发。“我有一条10英尺长的牛鞭，是我在拍摄《夺宝奇兵》时得到的，这样我就可以进入角色，”华沙在一次采访中说。“当我休息的时候，我会在走廊里走来走去，悄悄地走到人们身后，然后挥舞着鞭子。声音真的很大。像枪声一样。”
包装、手册和广告作品是由雅达利艺术总监詹姆斯·凯利绘制的。

## 反响
这款游戏的销量不到100万份。